# Ptilodactyla malabarensis
Ptilodactyla malabarensis là một loài bọ cánh cứng trong họ Ptilodactylidae. Loài này được Pic mô tả khoa học năm 1938.